# Buxières-sous-Montaigut
Buxières-sous-Montaigut ist eine französische Gemeinde mit 242 Einwohnern (Stand 1. Januar 2022) im Département Puy-de-Dôme in der Region Auvergne-Rhône-Alpes (vor 2016 Auvergne). Sie gehört zum Arrondissement Riom und zum Kanton Saint-Éloy-les-Mines (bis 2015 Montaigut). 

## Geographie
Buxières-sous-Montaigut liegt in der Landschaft Combraille im Norden des Zentralmassives, etwa 30 Kilometer südöstlich von Montluçon.
Die angrenzenden Gemeinden sind Lapeyrouse im Norden und Nordosten, Durmignat im Osten, Saint-Éloy-les-Mines im Süden, Montaigut im Südwesten sowie La Celle im Westen und Nordwesten.

## Bevölkerungsentwicklung
| Jahr                       | 1962 | 1968 | 1975 | 1982 | 1990 | 1999 | 2006 | 2013 |
| Einwohner                  | 376  | 329  | 288  | 261  | 243  | 243  | 248  | 233  |
| Quellen: Cassini und INSEE |      |      |      |      |      |      |      |      |

## Sehenswürdigkeiten
- Kirche Saint-Jean-Baptiste, Saint-Pardoux und Saint-Cloud